# Farquhar Oliver
Farquhar Robert Oliver (né le 6 mars 1904 à Priceville et mort le 22 janvier 1989 à Owen Sound à l'âge de 84 ans) est un homme politique canadien (ontarien). Il est le chef du Parti libéral de l'Ontario de 1945 à 1950 en première reprise et de 1954 à 1958 en deuxième reprise.

## Biographie
Il est l'ancien député de la circonscription provinciale ontarienne de Grey South du 1er décembre 1926 au 16 octobre 1967. Il était le plus jeune député dans l'histoire de la circonscription, élu à l'âge de 22 ans.
Oliver a été réélu comme candidat UFO à l'élection provinciale de 1929 et il était membre de United Farmers of Ontario (de ce dernier) à l'Assemblée législative jusqu'en 1940. En cette année, il a formellement de rejoindre le Parti libéral de l'Ontario et au cabinet du premier ministre Mitchell Hepburn comme ministre des travaux publics et du bien-être après avoir soutenu officieusement les libéraux en 1934. Oliver a rejoint le cabinet sous le nouveau premier ministre Harry Nixon comme ministre et député, mais le gouvernement de Nixon était en courte durée, ils ont été défaits lors de l'élection provinciale de 1943.
Farquhar est nommé nouveau chef du parti libéral en juillet 1945 et officiellement élu chef en mai 1947. Il mène son parti par élection provinciale de 1948 cela a encore ramené les libéraux en troisième place derrière la Fédération coopérative de Commonwealth. Il a démissionné en tant que chef du parti en 1950 et il a été remplacé près Walter Thomson. Cependant, Thomson ne pouvait pas gagner l'élection à l'Assemblée législative, ainsi Farquhar est de nouveau élu chef du Parti libéral de l'Ontario en avril 1954. Farquhar Oliver est remplacé par John Wintermeyer (en) à la chefferie en avril 1958 et se retire de la politique provinciale de l'Ontario en 1967. Il meurt en 1989 à l'âge de 85 ans.